# Нефедьев, Леонид Исаакович
Леонид Исаакович Нефедьев (11 июня 1946 — 19 февраля 2010) — советский и украинский писатель-сатирик, афорист, русскоязычный поэт и художник, представитель андеграундной культуры, участник движения шестидесятников и самиздата.

## Биография
Леонид Нефедьев родился 11 июня 1946 года в Потсдаме в семье полковника медицинской службы Гандельмана Исаака Марковича (1903—1982) и медсестры Нефедьевой Ираиды Дмитриевна (1918—2006). Родители познакомились в советской зоне оккупации Германии. Отец происходил из многодетной семьи еврейского сапожника из Бердичева, Житомирская область. Мать родилась в российском городе Карачеве, Брянская область, в семье священника и учительницы. В 1950-х годах родители несли военную службу на Дальнем Востоке СССР, получили от государства ряд орденов, медалей и материальное вознаграждение. Однако будущий писатель стеснялся своего привилегированного положения и, выходя из дома, переодевал свой костюм из дорогого сукна в одолженную у друзей ветошь, переживая вместе с ними общую послевоенную бедность (эта линия поведения определила и в дальнейшем его жизненную позицию и главное направление его творчества). Семья жила в Уссурийске, затем в Хабаровске. Когда отец в 1962 году вышел в отставку, переехал в Киев, где жил его брат и родные, и где семья получила квартиру в Дарнице.
Леонид окончил киевскую среднюю школу № 148 в 1964 году. Поступив в Киевский политехнический институт, он начал заниматься литературно-критической деятельностью. Был одним из основателей самодельного студенческого журнала «Новый фейерверк». Впоследствии вместе с киевскими друзьями — философом Евгением Быстрицким, Виктором Евдокименко, Игорем Торлиным и другими — занимался оппозиционным самиздатом. Органы КГБ вызвали на допрос участников стихийного издание, обвиняя в антисоветизме, хотя его не было в прозе и стихах молодых авторов, но тогда было невозможно печатать свободно, без цензуры, поэтому «Новый фейерверк» был запрещён. Студенты ХПИ (Хабаровский педагогический институт) и КПИ обращались с открытым письмом в ЦК КПСС, в редакции «Литератерной газеты», «Известия», к известным литераторам А. Твардовскому, П. Антокольському, А. Межирову и другим, отстаивая свободу слова. Последствия для них были неутешительны: хабаровских студентов В. Сополева и А. Куприянова исключили из вуза, киевляне также имели неприятные разговоры в ректорате, поэтому в 1969 году Нефедьев бросил учёбу в КПИ.
Увлёкшись литературой, Леонид поступил на филологический факультет Национального университета им. Шевченко. В кругу интеллектуалов обсуждали новости культуры, особенно увлеклись философией. На лекции философов университета В. Босенко, И. Бычко и других приходили с разных факультетов. Среди них была и художница Елена Голуб, тогда студентка того же КГУ, на которой Нефедьев женился в 1973 году. Через год у супругов родилась дочь Анна.
Вскоре Леонид бросил учёбу в университете (после четвёртого курса вечернего отделения). В 1980 году развёлся с женой. По примеру своего друга Юрия Смирного выбрал работу, которая давала больше свободного времени для творчества и чтения книг. Работал продавцом в магазине, кочегаром и 15 лет перед выходом на пенсию — аппаратчиком на вредном производстве завода «Химволокно». В 1985 году родилась дочь Аксёнова Дария Леонидовна — от гражданского брака с работницей того же завода Татьяной.
Литератор печатал афоризмы в юмористических журналах «Крокодил», «Перець» и других. Начал рисовать картины, учась у Вудона Баклицкого, нефигуративные и причудливые: «Создание вселенной», «Поле снов», «Покрывало Майи» и другие. Много курил и злоупотреблял алкоголем, был азартным игроком; не только играл во дворе в шахматы, но и в карты на деньги. Покупал книги, картины, коллекционировал редкие минералы и нумизматические раритеты. Затем продавал всё, когда проигрывал в карты, когда же выигрывал или получал гонорар, снова покупал книги, минералы и прочее. Продав одну из двух своих квартир, занял денег друзьям, которые не вернули долги. Поэтому, когда ему самому понадобились средства на хирургическую операцию, не было чем заплатить. Диагноз врачи поставили: опухоль мозга, доброкачественная, которая медленно росла и представляла угрозу жизни. Друзья собрали необходимые деньги, стремясь спасти писателя, но Леонид передумал идти на операцию, не желая быть прикованным к постели.
Умер у себя дома утром 19 февраля 2010 года. Похоронен на Байковом кладбище (участок 27).

## Творчество
Свободолюбивый и анархичный, Леонид Нефедьев в своём творчестве отталкивался от советского умеренного соцреализма, тяготея к эксцентричной афористической форме, иронизируя из устоявшегося принципа «правды жизни», доводя его до абсурда. Поэтому его стилистика частично перекликается с абсурдистской литературой Хармса. Созвучен своему времени, писатель представлял панк направление в литературе, то есть нонконформизм, индивидуальный бунт против привычных общественных норм, умышленную упрощённость, пошлость и определённую агрессивность к читательской аудитории.
Начинал литературную деятельность с поэтических произведений, которые печатал в самодельном журнале «Новый фейерверк», с 1966 по 1969 год с его участием вышло 15 номеров. Прослеживалось влияние Маяковского в построении стихотворных строф, а также в публицистической направленности и выразительной общественной позиции. Поэма Нефедьева «Тараканисимус», написанная в 1988 году, имеет сатирическую антитоталитарную направленность и, хотя не была напечатана в официальных изданиях, получила положительную оценку некоторых поэтов. Давид Самойлов написал автору в письме: «Многие фрагменты, строфы читаются хорошо. Их легко запомнить и использовать как „оружие“, что вы и ставили целью … Считаю, что труд ваш не пустой и достоин быть опубликованным».
Прозаические произведения Нефедьева (с конца 1990-х) представляют направление грязный реализм. Герои грязного реализма — примитивные люди, трудяги или безработные, с маргинализированным сознанием, которые постоянно испытывают отчуждение и разочарование, компенсируя их алкоголем, беспорядочным сексом, дешёвыми романами и телесериалам, говорят мало и жёстко. Литературный герой Ван Ваныч, хронический алкоголик с неизменным маршрутом от убогого дома к дешёвой забегаловке, постоянно жалуется на нехватку денег, имеет немало автобиографических черт Нефедьева. Проза с этим персонажем, напечатанная в соавторстве с Веле Штылвелдом и его дополнениями, имеет подзаголовок «народный роман» и обобщает картину постсоветского «дна».
В произведениях Нефедьева, изданных отдельно как «Дневник деревянного человечка» Ван Ваныч ещё дальше деградировал от нормального состояния к обнищанию, отсутствию тёплых чувств. С ним произошло «одеревенение» человека, превращение в циника, который механически передвигается в мире, которого не понимает (как и мир его). Из его сумеречного сознания иногда рождаются фразы, не лишённые здравомыслия, о религии или политике, вместе с фамилиями и цитатами известных авторов, как попытка героя навести порядок в мыслях, которые безнадёжно разлетаются во все стороны.
Некоторые молодые авторы подхватили и развили дальше направление, смело вводя в текст бранные и нецензурные слова, такие как Иван Кулинский, который прислушивался к литературным советов Нефедьева и создал несколько грубый сборник стихов «Ненаполнители» (в отличие от лирической стилистики стихов матери, украинской поэтессы Тамары Кулинской, которая их познакомила).

## Работы
- Эротизм, иронизмы и парадоксы. К., 1995.
- Изборник. К., 1996.
- Гиперболы. К., 1997.
- Параболы века. К., 1998.
- Полусказки (соавт. Веле Штылвелд). К., 2000.
- Жил Ван Ваныч (соавт. Веле Штылвелд). Воронеж. 2002
- Дневник деревянного человечка .// С-Пб .: Алетея, 2006